# Constitution de la Californie
Lire en ligne

Voir sur wikisource (fr)

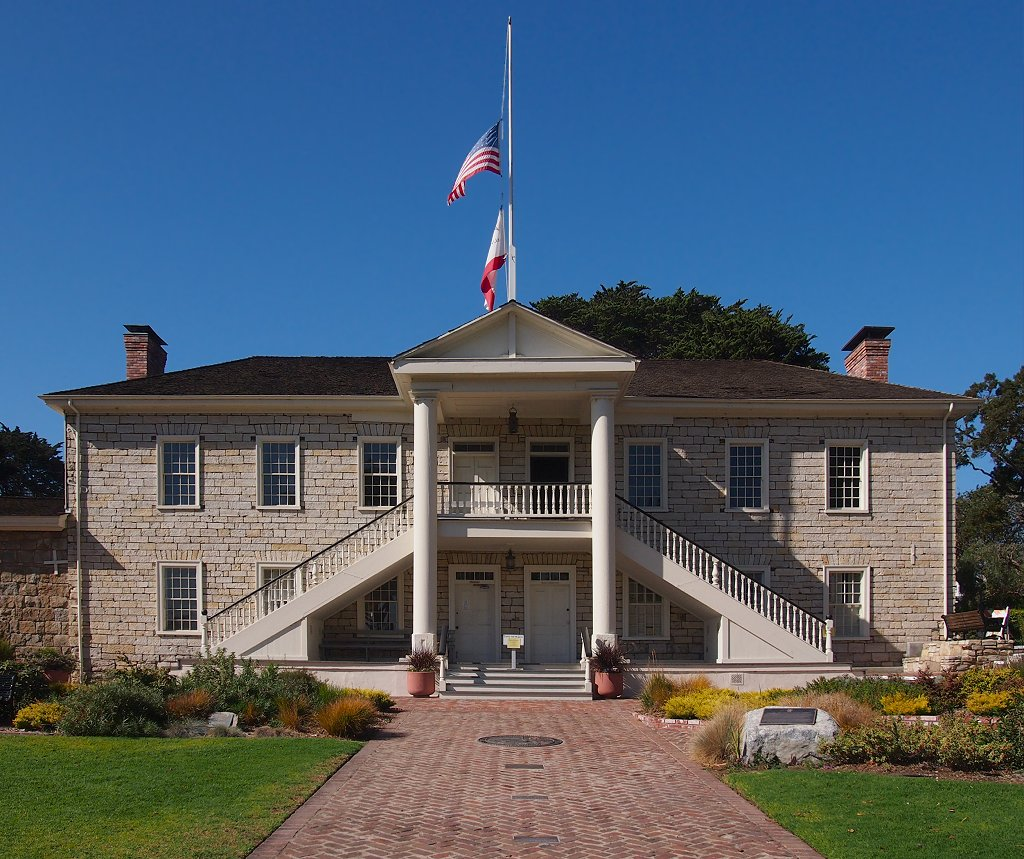
La constitution de 1849 a été signé à Colton Hall à Monterey.

La constitution de la Californie est le document qui établit et décrit les devoirs, pouvoirs, la structure et la fonction du gouvernement de l'État de Californie, aux États-Unis. La constitution originelle, adoptée en 1849 par la république de Californie précédant l'accession de la Californie au statut d'État le 9 septembre 1850, a été supplantée par la constitution actuelle, qui a été ratifiée en 1879. Depuis 1911, la Constitution de la Californie a été amendée à peu près 425 fois, entre autres par la Proposition 13. Elle est ainsi la troisième constitution la plus longue du monde (derrière celle de l'Alabama et de l'Inde), et a été décrite comme « l'exemple parfait de ce qu'une constitution ne devrait pas être ».

## Histoire

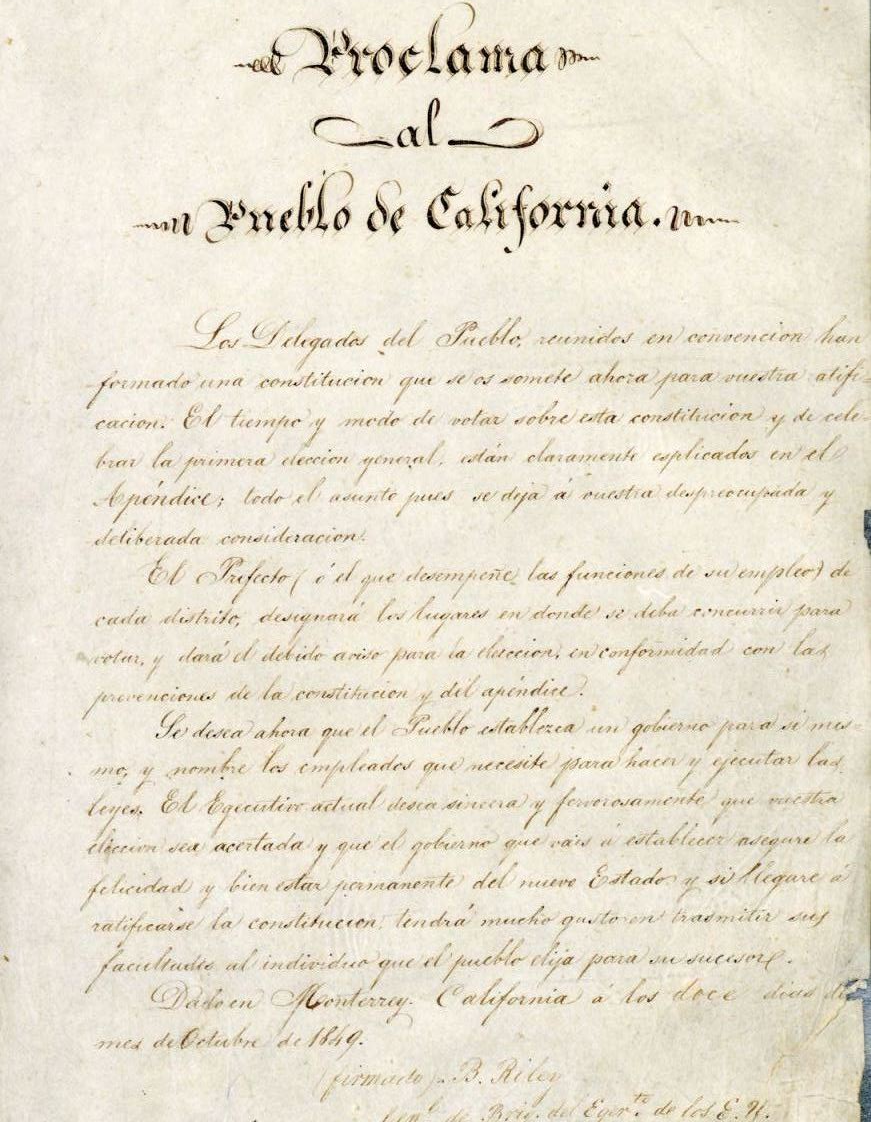
Version espagnole de la première page de la constitution californienne.

La constitution a subi de nombreux changements depuis sa rédaction initiale. Elle a été entièrement réécrite plusieurs fois avant que celle de 1849 ne soit rédigée, qui a elle-même été amendée ou révisée.
En réponse à la méfiance du public face aux puissantes entreprises exploitant les chemins de fer qui contrôlaient la politique et l'économie de la Californie au début du XXe siècle, des politiciens de l'ère progressiste ont ouvert la voie à une modification importante de la constitution de l'État pour remédier aux maux perçus par la population. De 1911, au sommet de l'ère Progressiste américaine, à 1986, la Constitution de Californie a été amendée ou révisée plus de 500 fois. Elle est progressivement devenue de plus en plus longue, conduisant à des tentatives avortées visant à organiser une troisième convention constitutionnelle en 1897, 1914, 1919, 1930, 1934 et en 1947. En 1962, la constitution comportait 75 000 mots, ce qui, à l'époque, faisait d'elle la plus longue constitution parmi celles des États américains en dehors de celle de la Louisiane. Cette même année, l'électorat a approuvé la création d'une Commission de révision de la constitution de Californie, qui a travaillé sur une révision complète de la constitution de 1964 à 1976. L'électorat a ratifié les révisions de la Commission en 1966, 1970, 1972 et 1974, mais a rejeté la révision de 1968, dont l'effet principal aurait dû faire du surintendant des écoles un officiel désigné plutôt qu'élu. La Commission a en fin de compte retiré environ 40 000 mots à la constitution.

### Signataires de la Constitution de 1849
| - Joseph Aram - Ch. T. Botts - Elam Brown - Jose Anto. Carrillo - Jose Ma. Covarrubias - Elisha O. Crosby - Lewis Dent - K. H. Dimmick | - Manl. Dominguez - A. J. Ellis - Stephen C. Foster - Edw. Gilbert - Pablo de la Guerra - Wm. M. Gwin - Julian Hanks - Henry Hill | - J. D. Hoppe - J. McDougall - Myron Norton - P. Ord - Miguel de Pedrorena - Rodman M. Price - Antonio Ma. Pico - Jacinto Rodriguez | - Hugh Reid - J. A. Sutter - illegible - Jacob R. Snyder - Winfield Scott Sherwood - Wm. E. Shannon - Pedro Sainsevain - Abel Stearns | - Wm. M. Steuart - R. Semple - M. G. Vallejo - Joseph Hobson - Thos. L. Vermeule - H. W. Halleck - Joel P. Walker - L. W. Hastings | - O. M. Wozencroft - J. McHenry Hollingsworth - Jas. McHall Jones - Thomas O. Larkin - Francis J. Lippitt - Benj. S. Lippincott - Benjiman F. Moore - M. M. McCarver |

## Résumé

### Préambule
Le préambule de la Constitution est relativement court puisqu'il contient en une phrase (en anglais) :

« We, the People of the State of California, grateful to Almighty God for our freedom, in order to secure and perpetuate its blessings, do establish this Constitution. »

Dans sa version officielle espagnole de 1849 :

« Nosotros el Pueblo de California, gratos al Todopoderoso por el goce de nuestra libertad, y a fin de asegurar sus beneficios, establecemos esta Constitución. »

Soit, en français :

« Nous, le peuple de l'Etat de Californie, reconnaissant envers Dieu tout puissant pour le don de notre liberté, afin de garantir et perpétuer ses bienfaits, établissons cette Constitution. »

### Articles
La constitution est composée de 30 articles au total.
La section 21, article XI de la Constitution de 1849 décrétait que les lois devaient être publiées en espagnol et en anglais. Ainsi, pendant ses 30 premières années, la Californie fut un état bilingue. Cette disposition ne fut pas reprise dans la Constitution de 1879. La traduction espagnole a été écrite sur 45 pages d'un lourd papier blanc, mesurant 19 cm x 30 cm.

## Différences par rapport aux autres constitutions
Contrairement à la plupart des autres constitutions, celle de la Californie est assez longue (110 pages). Cette longueur a été attribuée à une variété de facteurs, par exemple le manque de confiance envers les élus et le fait que la plupart des initiatives prennent la forme d'amendements constitutionnels. Plusieurs amendements concernaient les autorisations de création d'agence gouvernementale étatique, dont le State Compensation Insurance Fund et le State Bar of California ; le but de ces amendements était d'isoler les agences afin que la Constitution ne soit pas attaquée sur des critères d'inconstitutionnalité et notamment l'exercice du pouvoir de police ou inhérente au pouvoir judiciaire.
Contrairement aux autres constitutions d'État, la Constitution de Californie protège fortement l'existence des entités que sont les villes et les comtés, et leur garantit d'importants pouvoirs au niveau local. Ainsi les villes peuvent payer les comtés pour qu'ils puissent accomplir certaines fonctions gouvernementales à leur place, la section 8 de l'article XI entraîna l'augmentation des contract cities.
Beaucoup de clauses concernant les droits individuels présentes dans la constitution de l'État ont été interprétées comme des droits d'application plus large que ceux de la Déclaration des droits de la constitution fédérale. On peut citer par exemple l'affaire Pruneyard Shopping Center v. Robins, qui concernait la liberté d'expression dans les centres commerciaux privés.
Deux universités sont expressément mentionnées dans la constitution : l'université de Californie et l'université Stanford. L'université de Californie est l'une des neuf universités publiques dirigées par un État aux États-Unis dont l'indépendance vis-à-vis des interférences politiques est expressément garantie par la Constitution de l'État. Depuis 1900, Stanford a bénéficié d'une clause constitutionnelle qui exempte les propriétés de Stanford d'impôts tant qu'elles sont utilisées à des fins éducatives.

## Amendements et révisions
La constitution de Californie distingue les amendements et les révisions, ces dernières étant « un changement substantiel de la constitution dans son ensemble, plutôt que … un changement moins étendu dans une ou plus de ces dispositions ». Ces deux éléments requièrent le passage d'une proposition électorale par les votants, mais ils diffèrent dans la façon dont ils sont proposés. Un amendement peut être proposé par un vote aux deux tiers de la législature de l'État de Californie ou de signatures correspondant à 8 % des votes exprimés lors de l'élection du gouverneur, ce qui correspond à l'un des seuils les plus bas par rapport à des mesures semblables dans un autre État américain. En 2008, cela correspondait à 694 354 signatures comparée à une population évalué à 36 553 215 personnes en 2007. Les révisions requéraient la réunion d'une assemblée constituante qui doit être approuvée à la fois par les deux tiers de la législature et une majorité d'électeurs ; bien que simplifié depuis ces début, le processus de révision est considéré comme ayant une connotation plus politique et est plus difficile à faire passer qu'un amendement.